# Walter Norris
Walter Norris (Little Rock, 27 december 1931 - Berlijn, 28 oktober 2011) was een Amerikaanse jazzpianist.

## Carrière
Norris kreeg al op 4-jarige leeftijd pianoles. Tijdens de highschooltijd speelde hij bij plaatselijke bands. Vooraf aan zijn militaire dienstplicht speelde hij in het kwartet van Mose Allison. Vervolgens werkte hij in Houston en Las Vegas, voordat hij in 1954 verhuisde naar Los Angeles. Daar werkte hij in de bands van Stan Getz, Dexter Gordon, Johnny Griffin, Teddy Edwards, Zoot Sims, Howard McGhee, Buddy DeFranco, Herb Geller, Charlie Ventura, Frank Rosolino/Charlie Mariano en Shorty Rogers/Bill Holman. Verder was hij betrokken bij een vroege plaatopname van Ornette Coleman en Don Cherry.
In 1960 verhuisde hij naar New York, waar hij vervolgens als pauzepianist werkte en in 1961 met Billy Bean en Hal Gaylor een trioalbum opnam. Sinds 1963 was hij de pianist en aansluitend tot 1970 de muzikale leider van de New Yorkse 'Playboy Clubs'. Vervolgens werkte hij met verschillende muzikanten en werd hij lid van het Thad Jones/Mel Lewis Orchestra. In 1976 werkte hij in Scandinavië als solist en met Red Mitchell, Dexter Gordon en Zoot Sims. Daarna werd hij lid van de Charles Mingus Band, voordat hij in 1977 naar Berlijn vertrok als lid van de SFB Big Band. Aan de plaatselijke Universiteit voor de Kunsten werkte hij tussen 1984 en 1994 als gastprofessor. Vooral waren er solo-optredens als Live At Maybeck Recital Hall en opnamen in kleine bezettingen, die door de bekwaamheid van de pianist bijzonder overtuigden. Norris nam duo's op met Aladár Pege, George Mraz, Joe Henderson en Mike Richmond. De technisch briljante en qua stijl eigenmachtige pianist was weliswaar een begeerd begeleider van beroemde collega's, maar werd nooit erkend door het brede publiek.
Norris beëindigde in 2005 zijn autobiografie In Search of Musical Aesthetics en het leerboek Essentials for Pianist Improvisers. Chuck Dodson draaide de documentaire film The Life and Work of Walter Norris (2004).

## Overlijden
Walter Norris overleed in de nacht van 28/29 oktober 2011 op 79-jarige leeftijd in Berlijn.

## Discografie
- 1961: The Trio (1961)
- 1978: Drifting (Enja Records) met George Mraz en Aladar Pege
- 1978: Synchronicity (Enja Records) met Aladar Pege
- 1978: Stepping on Cracks (Progressive) met George Mraz en Ronnie Bedford
- 1980: Winter Rose (Enja Records) met Aladar Pege
- ????: Lush Life (Concord Records) met Neil Swainson en Harold Jones
- 1990: Live at Maybeck Recital Hall, Vol. 4 (Concord Records)
- 1991: Sunburst (Concord Records) met Joe Henderson, Larry Grenadier, Mike Heyman
- 1992: Love Every Moment (Concord Records) met Putter Smith en Larance Marable
- 1995: Hues of Blues (Concord Records)
- 1998: From Another Star (Sunburst) met Mike Richmond
- 2009: Elements in Motion (Sunburst) met Putter Smith
- 2012: The Last Set – Live at the A-Trane (ACT) met Leszek Możdżer

- Bibliothèque nationale de France: cb13922029r (data)
- Gemeinsame Normdatei: 134474732
- International Standard Name Identifier: 0000 0000 8295 1512
- Library of Congress Control Number: no88003456
- MusicBrainz: b76cc661-e12e-4fc3-97bc-b6c1874b4240
- Nationale Bibliotheek van Israël: 987007401233805171
- Nederlandse Thesaurus van Auteursnamen: 100105068
- Istituto Centrale per il Catalogo Unico: UBOV418427
- Système universitaire de documentation: 251286991
- Virtual International Authority File: 109436265
- WorldCat: E39PBJxxgMFbP8kfk9J6jXCWjC